# Rieppeleon brevicaudatus
Rieppeleon brevicaudatus (Syn.: Rhampholeon brevicaudatus) ist eine kleine Chamäleonart aus der Unterfamilie der Chamaeleoninae. Die Art ist endemisch im Osten Tansanias und im angrenzenden Süden Kenias.

## Merkmale
Rieppeleon brevicaudatus bleibt mit einer Gesamtlänge von ungefähr 90 mm, von der 1/5 auf den Schwanz entfällt, wie die meisten Stummelschwanzchamäleons sehr klein. Die Art imitiert in ihrem äußeren Erscheinungsbild ein vertrocknetes Blatt (Blattmimese). Der Körper ist blattförmig, hoch und seitlich stark abgeflacht, die Beine sind sehr grazil und beweglich. Die Zehen haben jeweils zwei Krallen, die dem Tier einen sehr guten Halt auf dünnen Ästen geben.
Der Kopf ist klein und kaum vom Körper abgesetzt, ein kleiner Helmansatz zeichnet sich bei beiden Geschlechtern ab. Das Maul läuft relativ spitz zu und kann sehr weit geöffnet werden, um auch große Beutetiere zu verschlingen. Der Schwanz ist dreieckig und sehr kurz, seine Greiffunktion ist nur von rudimentärer Bedeutung.
Auffallend sind die großen Augen, die – von einer faltigen Lidhaut geschützt – sehr weit aus den Höhlen hervortreten und unabhängig voneinander bewegt und bei Gefahr in die Augenhöhle eingezogen werden können. Dabei liefert jedes Auge für sich durch einen speziellen Linsenaufbau ein dreidimensionales Bild, so dass Entfernungen sehr genau abgeschätzt werden können. Die Augenbewegungen sind oft das einzige Zeichen, das ein ansonsten perfekt getarntes Rieppeleon brevicaudatus verrät.
Wie alle Chamäleons ist auch diese Art dazu fähig, ihre Körperfarbe binnen Sekunden zu verändern, allerdings ist diese Fähigkeit bei R. brevicaudatus nur eingeschränkt vorhanden. Das vorhandene Farbspektrum reicht von verschiedenen Gelb-, Braun- und Grautönen über ein blasses Grün bis zu einer fast schwarzen Körperfärbung.
Die folgenden Bilder zeigen einige typische Färbungsvarianten.

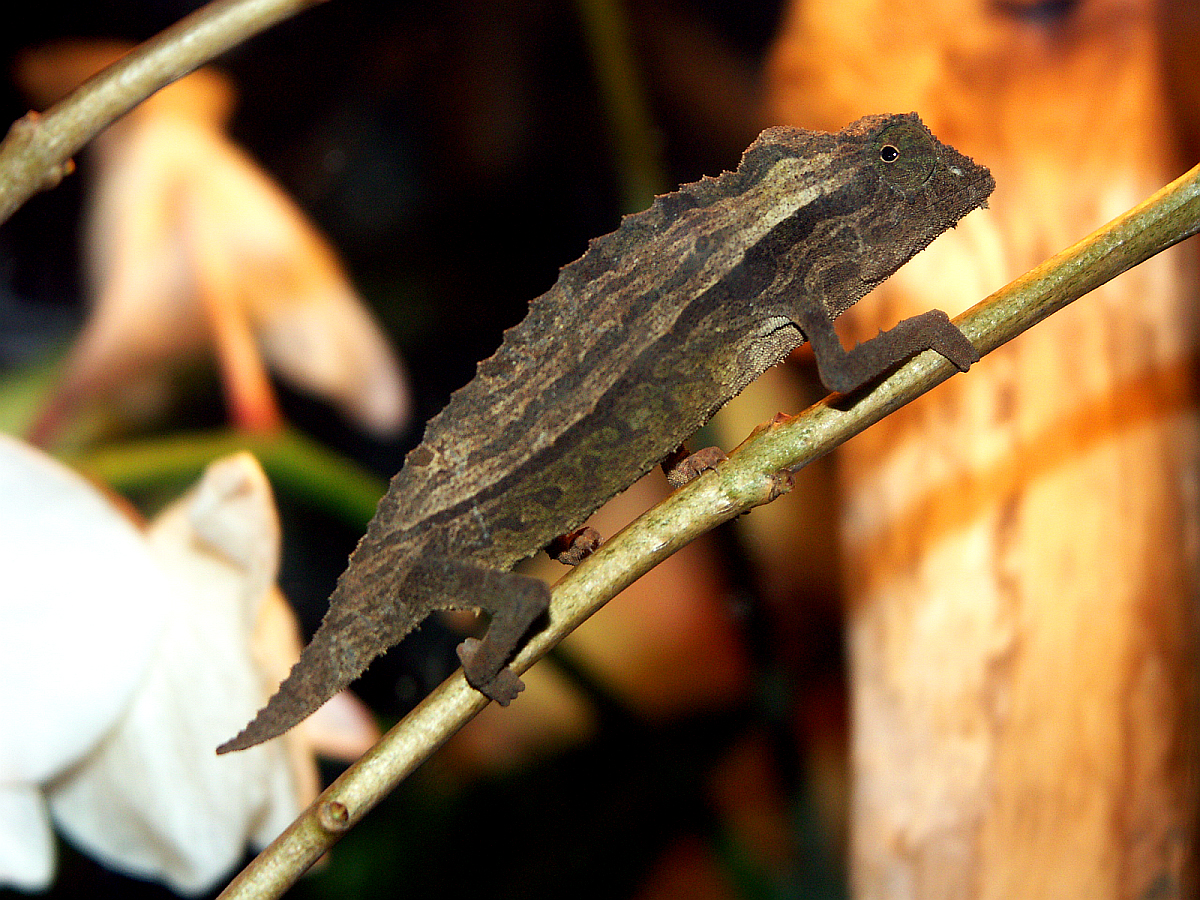
♂ dunkle Streifenzeichnung
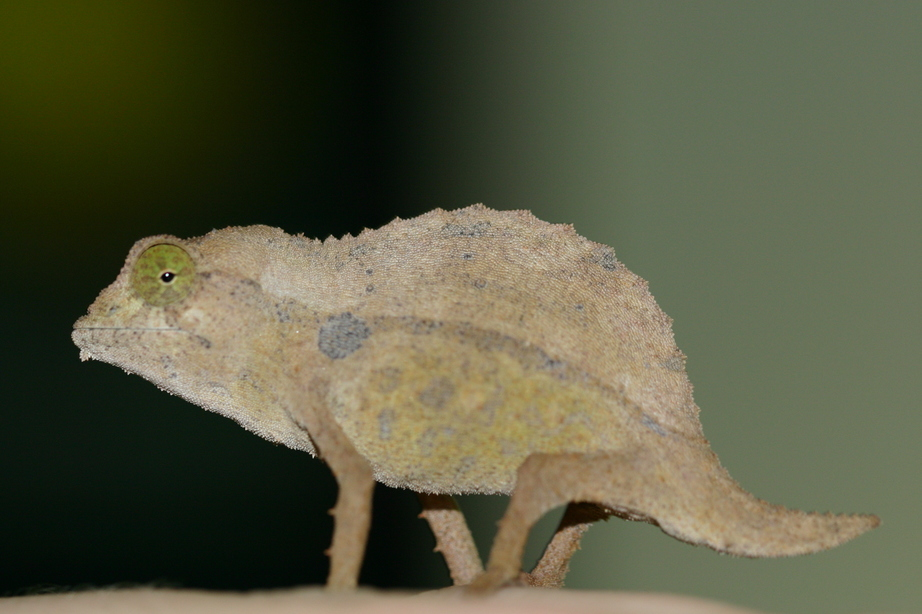
♂ mit einzelner Seitenlinie
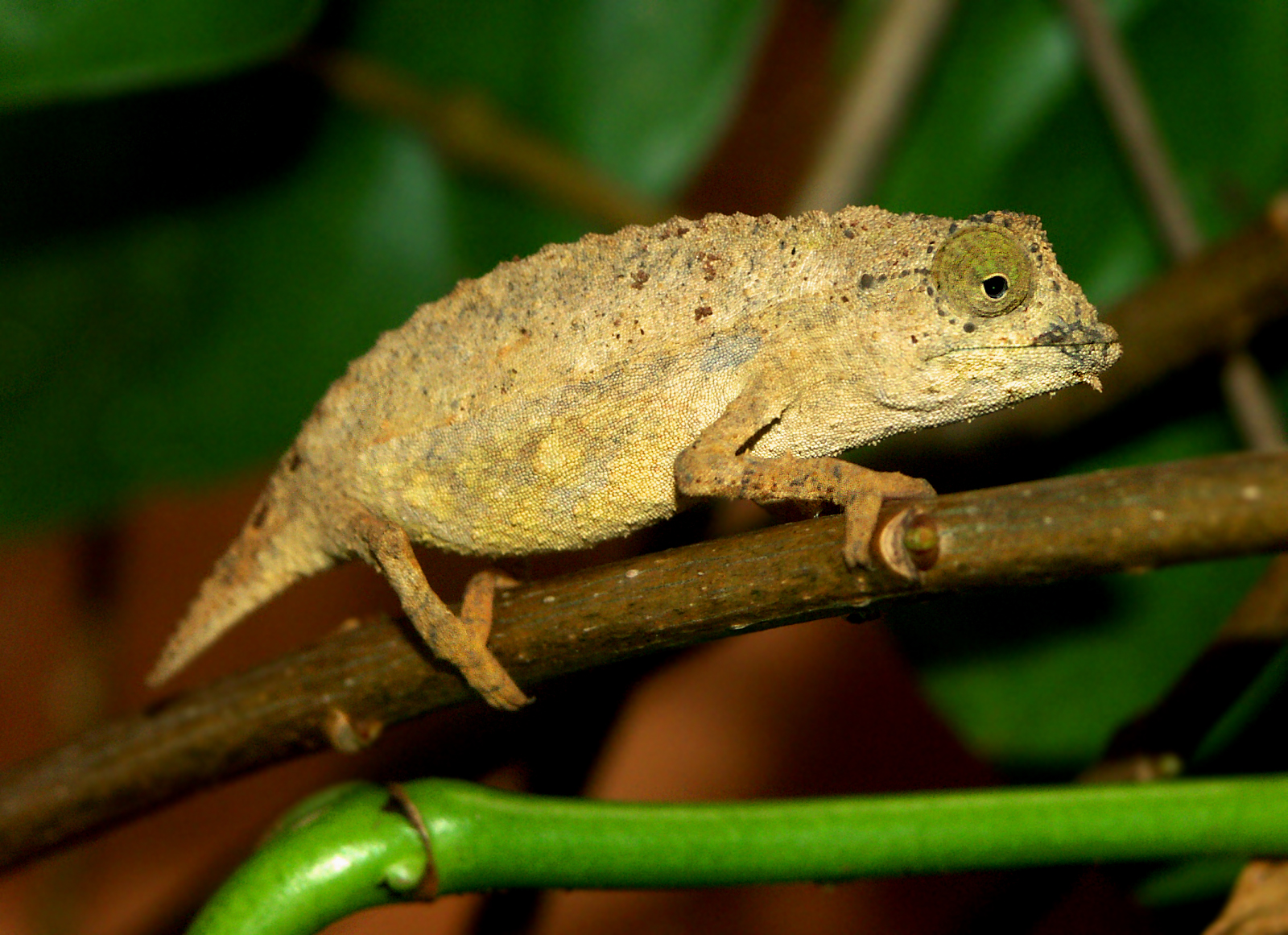
♂ einfärbig
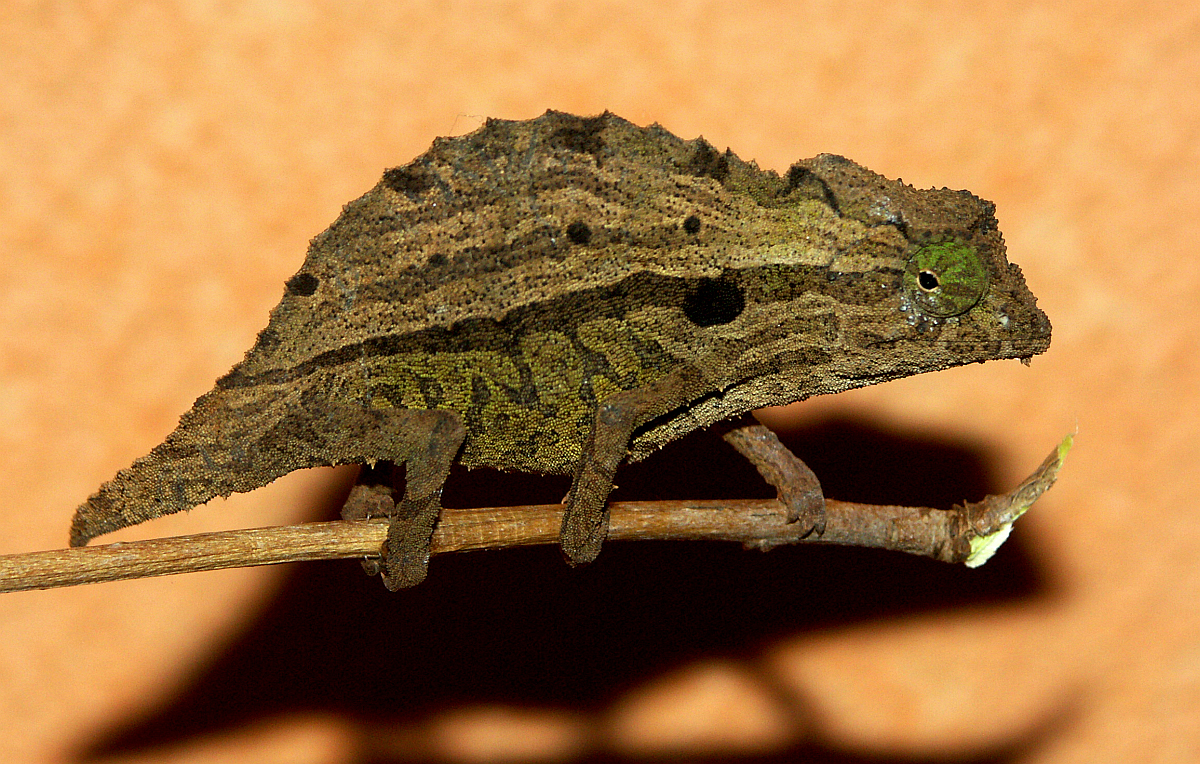
♂ in abklingender Erregungsfärbung

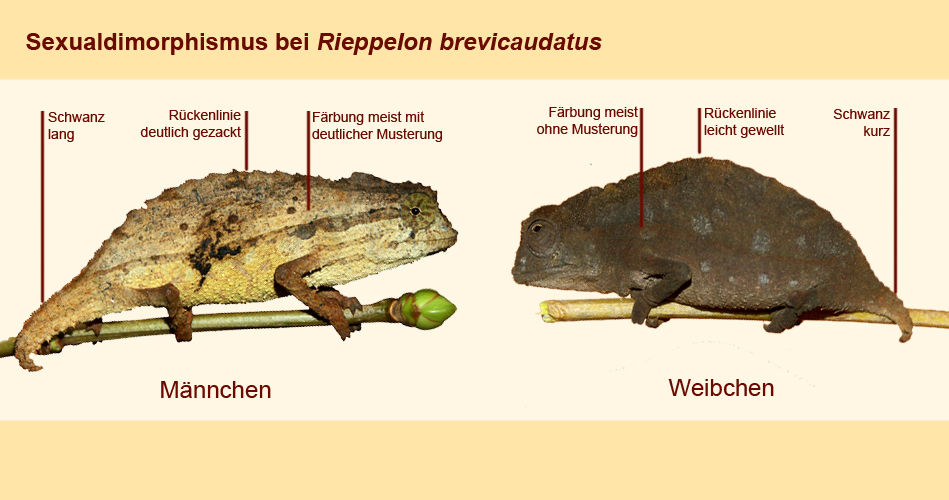
Sexualdimorphismus bei Rieppeleon brevicaudatus

Je nach Stimmung und Gesundheitszustand tragen insbesondere die Männchen häufig ein marmoriert wirkendes Fleckenmuster aus verschiedenen Braun- und Grüntönen. Die Beschuppung setzt sich aus unterschiedlich großen Kornschuppen zusammen, die der Art eine raue Körperoberfläche verleihen. An der Kehle befindet sich eine Längsreihe von zwei bis drei großen, zipfelförmigen Schuppen, die den Eindruck eines Kinnbärtchens ergeben, welches Rieppeleon brevicaudatus von allen anderen Erdchamäleons unterscheidet und der Art den englischen Trivialnamen bearded leaf-chameleon (zu Deutsch: „bärtiges Blattchamäleon“) eingebracht hat.
Die Geschlechter von R. brevicaudatus lassen sich anhand sekundärer Geschlechtsmerkmale bestimmen. So besitzen adulte Männchen einen längeren Schwanz und eine deutlich gezacktere Rückenlinie als ihre weiblichen Artgenossen. Auch die höhere Körperform der Weibchen kann Aufschluss über das Geschlecht des jeweiligen Tieres geben. Darüber hinaus unterscheiden sich die Geschlechter im Erregungszustand häufig durch ihre Färbung. Während Weibchen selten lebhafte Musterungen zeigen, entwickeln Männchen in Erregung ein stark kontrastierendes Streifenmuster (Geschlechtsdichromatismus).

## Verbreitung und Lebensraum

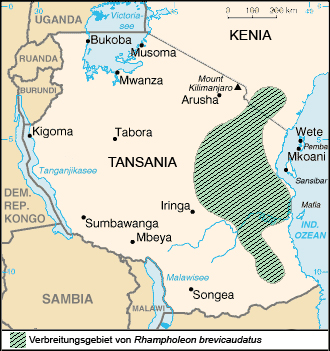
Verbreitungsgebiet

Das Vorkommen von Rieppeleon brevicaudatus beschränkt sich auf den Osten Tansanias und den Süden Kenias (Uluguru- und Usambara-Berge, Shimba Hills, Nguru und Udzungwa Mountains, Rondo Plateau, um Masisi, nördlich des Rovuma Rivers und Rufiji Flussebene bis zum Delta), wo die Art in den durch Rodung nur noch spärlich vorhandenen Regen- und Bergwäldern in Höhenlagen zwischen 300 und 900 m vorkommt.
Das Klima ist dort überwiegend feuchtwarm mit maximalen Tagestemperaturen bis 25 °C im geschlossenen Wald bei konstant sehr hoher Luftfeuchtigkeit. Die Tiere bewohnen in erster Linie die untere Strauchschicht des Waldes und finden sich nur selten in höherem Geäst.

## Verhalten und Ernährungsweise
Das tagaktive Rieppeleon brevicaudatus verbringt den Großteil des Tages damit, passiv auf Beute zu lauern. Die Tiere verharren oft stundenlang völlig regungslos an einem günstigen Standort, mit den sehr beweglichen Augen beobachten sie dabei aufmerksam die Umgebung.

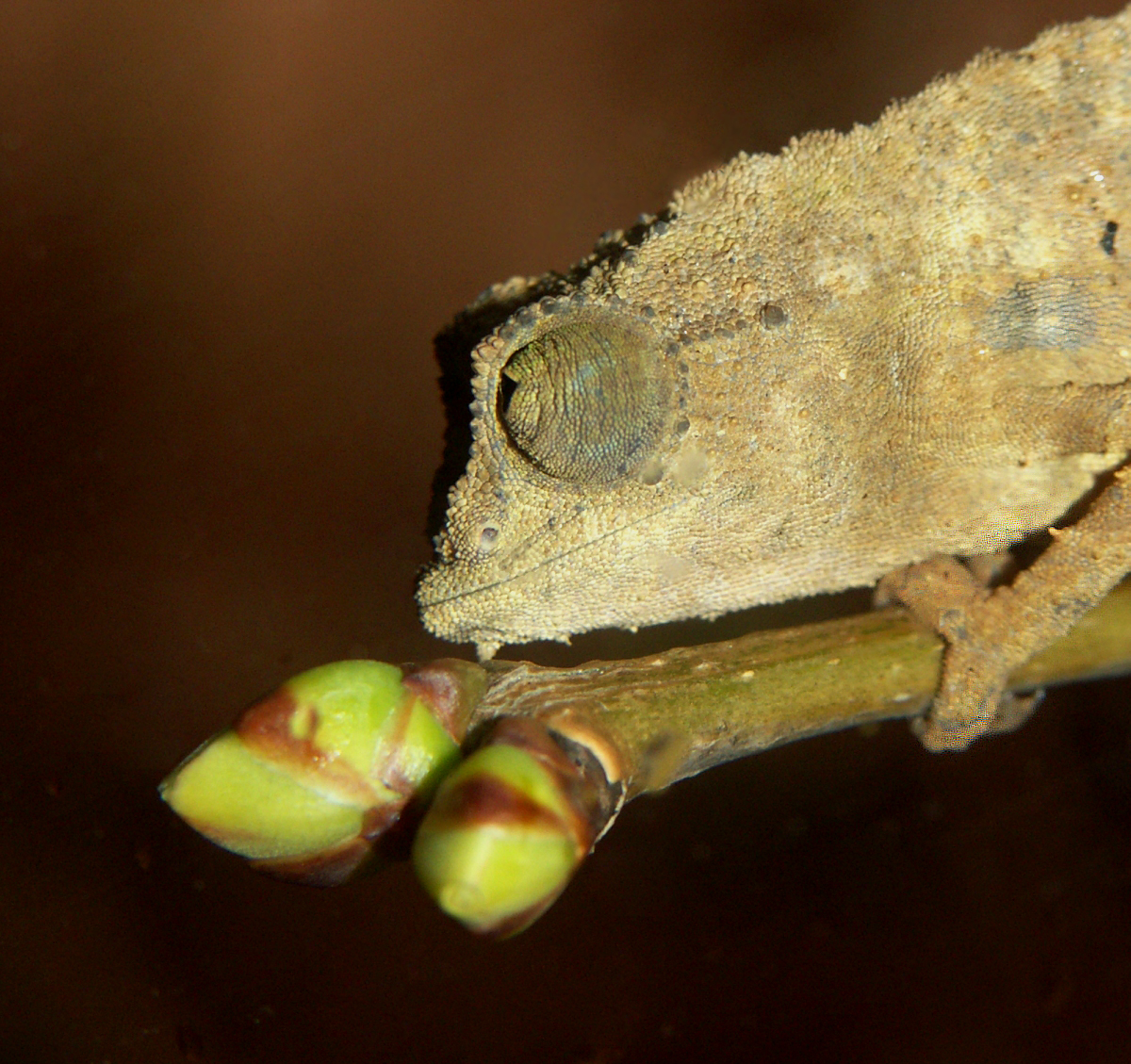
Rieppeleon brevicaudatus beim Anvisieren eines Beutetieres

Entdeckt das Tier eine passende Beute (im Regelfall ein kleines Insekt oder Spinnentier), wird diese mit beiden Augen anvisiert und regungslos beobachtet, bis sie sich in Reichweite der langen Fangzunge des Chamäleons befindet. Sobald dies der Fall ist, schiebt das Erdchamäleon seine Zunge zu einem kleinen Teil aus dem Maul, visiert seine Beute noch einen Moment lang an und schleudert dann im Bruchteil einer Sekunde zielsicher seine Zunge auf das Beutetier. Durch den Mechanismus (siehe Chamäleons) des verdickten Zungenendes bleibt das Beutetier am Fangapparat des Chamäleons kleben und kann so zum Maul befördert und unzerkaut geschluckt werden.

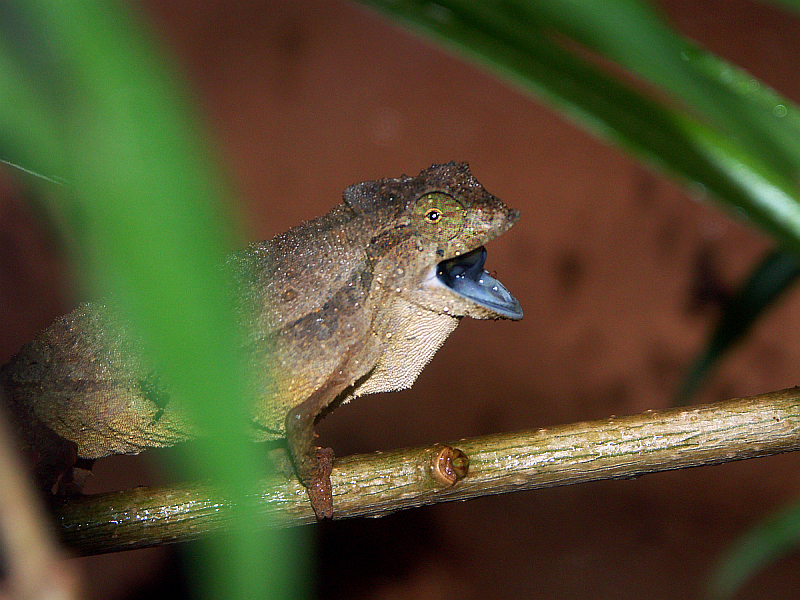
Rieppeleon brevicaudatus – typische Schluckbewegungen

Die Schluckbewegungen werden instinktiv und deshalb auch im seltenen Fall eines Fehlschusses ausgeführt. Nur sehr hungrige R. brevicaudatus durchsuchen die Umgebung aktiv nach geeigneter Beute. Als Trinkwasserquelle nutzen die Tiere in der Natur vermutlich Tau- und Regentropfen, die sich auf Blättern und Zweigen sammeln und direkt von diesen aufgeleckt werden. Manchmal werden auch trockene Äste kurz mit der Zunge beleckt – dies scheint der Aufnahme von Gerüchen bzw. Geschmäckern und somit der Orientierung zu dienen.
Insbesondere männliche R. brevicaudatus verhalten sich gegenüber Geschlechtsgenossen sehr territorial und verteidigen ihr Revier durch Drohgebärden. Über tatsächliche Kämpfe zwischen Vertretern der Art ist nichts bekannt.
Eine sehr interessante Verhaltensweise der Art ist ein hochfrequentes Vibrieren des Körpers bei Gefahr. Vermutlich dient diese Vibration aber nicht nur der Abschreckung von Beutegreifern, sondern auch der innerartlichen Kommunikation, da sich die Vibrationen im dünnen Geäst übertragen und damit die Anwesenheit eines Artgenossen signalisieren können. Besonders in der Kommunikation zwischen Männchen und Weibchen spielen darüber hinaus auch die Körperhaltung und die Färbung eine große Rolle. Die Nacht verbringen die Tiere meist schlafend in höherem Geäst.

## Fortpflanzung

### Balzverhalten

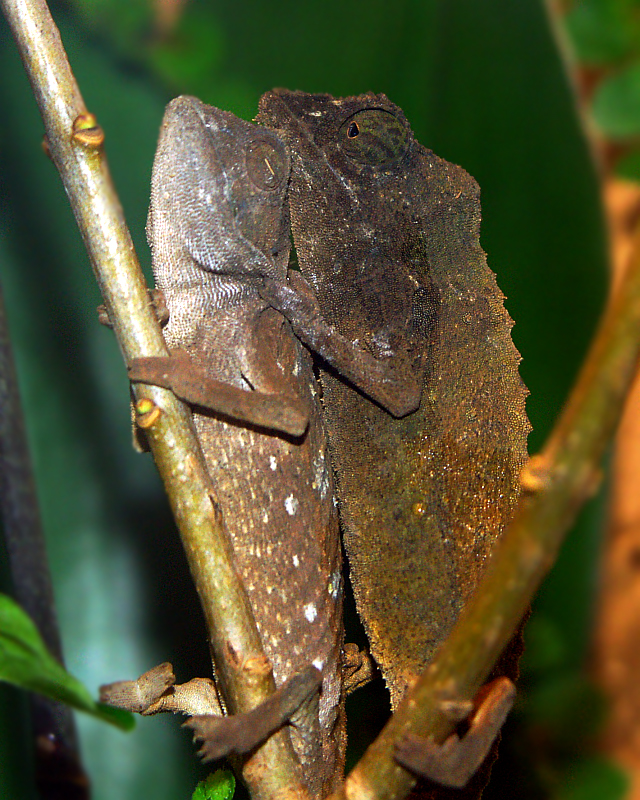
Paarungsversuch bei R. brevicaudatus

Rieppeleon brevicaudatus zählt zu den eierlegenden Chamäleons. Der Kopulation geht ein ausgiebiges Balzverhalten voraus, bei dem das Männchen durch ein prächtiges Farbenspiel, Körpervibrationen und ausgiebiges Kopfnicken versucht, die Aufmerksamkeit des Weibchens auf sich zu ziehen. Nicht paarungsbereite Weibchen entziehen sich diesen Annäherungen durch Flucht oder abwehrendes Vibrieren des Körpers. Unter beengten Verhältnissen (wie in der Terrarienhaltung) werden auch nicht paarungsbereite Weibchen von sexuell aktiven Männchen festgehalten und bestiegen. Lässt das Weibchen die Annäherungsversuche des Männchens zu, wird es von diesem zum Teil mehrere Male umrundet, ehe das Männchen auf den Rücken seiner Partnerin steigt und es zur Paarung kommt.

### Eiablage und Entwicklung
Die Weibchen tragen die befruchteten 2–6 Eier etwa 30 Tage lang im Körper und setzen sie in der Regel dann in einer vorher ausgehobenen Grube im feuchtwarmen Bodensubstrat ab. Abhängig von Temperatur und Feuchtigkeit des Substrates schlüpfen aus den Eiern nach 40–90 Tagen Jungtiere mit einer Gesamtlänge von ungefähr 20 mm, die nach ungefähr 9 Monaten die Geschlechtsreife erreichen.
Weibchen können das bei der Paarung aufgenommene Sperma über längere Zeit im Körper speichern und damit auch ohne weitere Paarungen Eier befruchten. Dies scheint eine Anpassung an die sehr versteckte Lebensweise dieser Art zu sein, die garantiert, dass ein Weibchen auch nach längerer vergeblicher Partnersuche in der Lage ist, weiterhin befruchtete Eier zu produzieren.

## Tarnung und Feindabwehr
Zusätzlich zu der bereits erwähnten Mimese verfügt R. brevicaudatus noch über weitere Möglichkeiten, Fressfeinde abzuwehren. So schützt sich die Art bei einem direkten Griff um den Körper durch das bereits erwähnte, hochfrequente Vibrieren. Viele Beutegreifer lassen von einer derart vibrierenden Beute augenblicklich ab. Daneben kann sich die Art hervorragend totstellen (Thanathose) – die Tiere lassen sich fallen, ziehen ihre Augen ein, flachen ihren Körper ab und verfallen in völlige Bewegungslosigkeit. Zusätzlich verändern sie ihre Farbe meist in dunkle Töne, um die Täuschung zu perfektionieren. Eine abgeschwächte Form dieser Verhaltensweise zur Feindabwehr findet sich bei dieser Art überdies in Form der Akinese, dem Verharren in völliger Bewegungsarmut bei Bedrohung.

## Namensherkunft
Die Gattungsbezeichnung ehrt den vergleichenden Anatomen Olivier Rieppel, der erstmals auf die paraphyletische Systematik afrikanischer Stummelschwanzchamäleons anhand von Unterschieden in der Schädelanatomie hinwies. Der alte Gattungsname der Art Rhampholeon leitet sich aus dem Altgriechischen ab und bedeutet im Deutschen so viel wie „Schnabel-Löwe“ (von gr. ράμφος (rhámphos) für „Schnabel“ und λέων (léōn) für „Löwe“). Der Wortteil leon stellt dabei einen Bezug zum Wort „Chamäleon“ her und weist damit auf die Zugehörigkeit der Gattung zu den Chamäleons hin. Der lateinische Artname brevicaudatus bedeutet übersetzt „kurzschwänzig“ (von lat. brevis für „kurz“ und cauda für „Schwanz“). Ein eindeutiger deutscher Name ist nicht etabliert, die Art wird meist als „Erd-“ oder „Stummelschwanzchamäleon“ bezeichnet, dieser Name wird aber auch für alle anderen Vertreter der Gattungen Rhampholeon und Brookesia verwendet.

## Taxonomie und Systematik
Rieppeleon brevicaudatus wurde durch den Erstbeschreiber Paul Matschie 1892 zur Gattung Rhampholeon in der Unterfamilie der Stummelschwanzchamäleons (Brookesiinae) gestellt, die der Unterfamilie der Echten Chamäleons (Chamaeleoninae) gegenübersteht.
Nach einer neueren Studie ist diese Klassifikation unter dem Gesichtspunkt der Molekularbiologie jedoch revisionsbedürftig. Die Arten R. kerstenii, R. brachyurus und R. brevicaudatus unterscheiden sich so deutlich von den anderen Spezies der Gattung, dass eine Überführung in eine eigenständige Gattung gerechtfertigt erscheint. Die Autoren der Studie schlagen daher vor, die neue Gattung Rieppeleon aufzustellen und die drei oben genannten Arten in diese zu überführen.
Zum Teil wird dieser Vorschlag in Fachkreisen bereits in die Tat umgesetzt, so führen offizielle Quellen wie ITIS (Integrated Taxonomic Information System) diese Art bereits unter Rieppeleon (Juni 2007). Auch die aktuelle Literatur führt die Art R. brevicaudatus mittlerweile in der Gattung Rieppeleon.
Des Weiteren stellen die Autoren der oben genannten Studie die Zuordnung der Gattungen Rhampholeon und Rieppeleon zur Unterfamilie Brookesiinae in Frage und legen eine nähere Verwandtschaft zu den Echten Chamäleons der Unterfamilie Chamaeleoninae nahe. Demnach wäre die bisher angenommene nahe Verwandtschaft zwischen den Gattungen Brookesia und Rhampholeon (inklusive Rieppeleon) nicht gegeben. Im Folgenden wird diese neue wissenschaftliche Entwicklung anhand zweier Vergleichsgrafiken erläutert.

### Systematische Stellung vonRhampholeon brevicaudatusnach Matschie, 1892
|                         | Brookesia |
|                         | |
| Rhampholeon             | \| \| Rhampholeon brevicaudatus \| \| \| \| \| \| Rhampholeon kerstenii \| \| \| \| \| \| Rhampholeon brachyurus \| \| Vorlage:Klade/Wartung/3 \| \| |
|                         | \| \| Rhampholeon brevicaudatus \| \| \| \| \| \| Rhampholeon kerstenii \| \| \| \| \| \| Rhampholeon brachyurus \| \| Vorlage:Klade/Wartung/3 \| \| |
|                         | Rhampholeon brevicaudatus |
|                         | |
|                         | Rhampholeon kerstenii |
|                         | |
|                         | Rhampholeon brachyurus |
| Vorlage:Klade/Wartung/3 | |

|                         | Rhampholeon brevicaudatus |
|                         |                           |
|                         | Rhampholeon kerstenii     |
|                         |                           |
|                         | Rhampholeon brachyurus    |
| Vorlage:Klade/Wartung/3 |                           |

|                                                 | Bradypodion |
|                                                 |             |
|                                                 | Calumma     |
|                                                 |             |
|                                                 | Chamaeleo   |
|                                                 |             |
|                                                 | Furcifer    |
| Vorlage:Klade/Wartung/3 Vorlage:Klade/Wartung/4 |             |

|                         | Brookesia |
|                         | |
| Rhampholeon             | \| \| Rhampholeon brevicaudatus \| \| \| \| \| \| Rhampholeon kerstenii \| \| \| \| \| \| Rhampholeon brachyurus \| \| Vorlage:Klade/Wartung/3 \| \| |
|                         | \| \| Rhampholeon brevicaudatus \| \| \| \| \| \| Rhampholeon kerstenii \| \| \| \| \| \| Rhampholeon brachyurus \| \| Vorlage:Klade/Wartung/3 \| \| |
|                         | Rhampholeon brevicaudatus |
|                         | |
|                         | Rhampholeon kerstenii |
|                         | |
|                         | Rhampholeon brachyurus |
| Vorlage:Klade/Wartung/3 | |

|                         | Rhampholeon brevicaudatus |
|                         |                           |
|                         | Rhampholeon kerstenii     |
|                         |                           |
|                         | Rhampholeon brachyurus    |
| Vorlage:Klade/Wartung/3 |                           |

|                                                 | Bradypodion |
|                                                 |             |
|                                                 | Calumma     |
|                                                 |             |
|                                                 | Chamaeleo   |
|                                                 |             |
|                                                 | Furcifer    |
| Vorlage:Klade/Wartung/3 Vorlage:Klade/Wartung/4 |             |

### Systematische Stellung vonRieppeleon brevicaudatusnach Matthee et al., 2004
|                                                                                                 | Bradypodion |
|                                                                                                 | |
|                                                                                                 | Calumma |
|                                                                                                 | |
|                                                                                                 | Furcifer |
|                                                                                                 | |
|                                                                                                 | Rhampholeon |
|                                                                                                 | |
| Rieppeleon                                                                                      | \| \| Rieppeleon brevicaudatus \| \| \| \| \| \| Rieppeleon kerstenii \| \| \| \| \| \| Rieppeleon brachyurus \| \| Vorlage:Klade/Wartung/3 \| \| |
|                                                                                                 | \| \| Rieppeleon brevicaudatus \| \| \| \| \| \| Rieppeleon kerstenii \| \| \| \| \| \| Rieppeleon brachyurus \| \| Vorlage:Klade/Wartung/3 \| \| |
|                                                                                                 | Chamaeleo |
| Vorlage:Klade/Wartung/3 Vorlage:Klade/Wartung/4 Vorlage:Klade/Wartung/5 Vorlage:Klade/Wartung/6 | |
|                                                                                                 | Rieppeleon brevicaudatus |
|                                                                                                 | |
|                                                                                                 | Rieppeleon kerstenii |
|                                                                                                 | |
|                                                                                                 | Rieppeleon brachyurus |
| Vorlage:Klade/Wartung/3                                                                         | |

|                         | Rieppeleon brevicaudatus |
|                         |                          |
|                         | Rieppeleon kerstenii     |
|                         |                          |
|                         | Rieppeleon brachyurus    |
| Vorlage:Klade/Wartung/3 |                          |

|                                                                                                 | Bradypodion |
|                                                                                                 | |
|                                                                                                 | Calumma |
|                                                                                                 | |
|                                                                                                 | Furcifer |
|                                                                                                 | |
|                                                                                                 | Rhampholeon |
|                                                                                                 | |
| Rieppeleon                                                                                      | \| \| Rieppeleon brevicaudatus \| \| \| \| \| \| Rieppeleon kerstenii \| \| \| \| \| \| Rieppeleon brachyurus \| \| Vorlage:Klade/Wartung/3 \| \| |
|                                                                                                 | \| \| Rieppeleon brevicaudatus \| \| \| \| \| \| Rieppeleon kerstenii \| \| \| \| \| \| Rieppeleon brachyurus \| \| Vorlage:Klade/Wartung/3 \| \| |
|                                                                                                 | Chamaeleo |
| Vorlage:Klade/Wartung/3 Vorlage:Klade/Wartung/4 Vorlage:Klade/Wartung/5 Vorlage:Klade/Wartung/6 | |
|                                                                                                 | Rieppeleon brevicaudatus |
|                                                                                                 | |
|                                                                                                 | Rieppeleon kerstenii |
|                                                                                                 | |
|                                                                                                 | Rieppeleon brachyurus |
| Vorlage:Klade/Wartung/3                                                                         | |

|                         | Rieppeleon brevicaudatus |
|                         |                          |
|                         | Rieppeleon kerstenii     |
|                         |                          |
|                         | Rieppeleon brachyurus    |
| Vorlage:Klade/Wartung/3 |                          |

## Terrarienhaltung
Rieppeleon brevicaudatus ist ein relativ heikler Pflegling, der selten zum Verkauf angeboten und deshalb nicht häufig gehalten wird. Darüber hinaus wird die Art nur selten nachgezüchtet, weshalb die meisten angebotenen Tiere Wildfänge aus Tansania sind.
- Unterbringung

Zur Haltung eines Pärchens oder eines Männchen mit zwei Weibchen sollte ein dicht bepflanztes Terrarium mit den Mindestmaßen L 60 × T 30 × H 40 cm gewählt werden.
Die mindestens 3 cm hohe Bodensubstratschicht kann aus Walderde, einem Sand-Torf-Gemisch oder ähnlichen Materialien bestehen und sollte mit einer mindestens 5 cm hohen Laubschicht (z. B. Eiche) abgedeckt werden. Die weitere Einrichtung sollte viele Klettermöglichkeiten umfassen, die sich an der Größe der Tiere orientieren. Besonderes Augenmerk sollte auf gut strukturierte Versteckplätze gelegt werden, damit sich die Tiere bei Bedarf vollständig aus dem Weg gehen und jeden Sichtkontakt vermeiden können.
- Klimabedingungen

Rieppeleon brevicaudatus bevorzugt Tagestemperaturen zwischen 20 und 25 °C mit einer Nachtabsenkung um 2–3 °C. Die Luftfeuchtigkeit sollte dabei konstant hoch sein (70–100 %) was durch tägliches Besprühen des Terrariums erreicht wird.
Wichtig ist außerdem eine ausreichende Frischluftzufuhr, um Stickluft und Staunässe zu vermeiden.
Die Tiere zeigen sich anfällig gegenüber dauerhaft hohen Temperaturen und werden unter diesen Umständen meist nicht sehr alt.
- Futter

Wie in der Natur ernährt sich die Art auch im Terrarium von kleinen Insekten und Spinnentieren bis zu einer Größe von 2 cm. Entsprechende Futtertiere sind z. B. mittelgroße Heimchen, Fliegen und Drosophila. Eine abwechslungsreiche Fütterung steigert das Wohlbefinden der Tiere; um Mangelerscheinungen vorzubeugen, sollten die Insekten vor dem Verfüttern gut ernährt und zeitweise mit Mineral- und Vitaminpräparaten bestäubt werden.
Als Flüssigkeitsquelle nutzen die Chamäleons Wassertropfen, die nach dem täglichen Sprühen an Einrichtungsgegenständen haften bleiben.
- Verhalten in Gefangenschaft

Die Art ist als sehr ruhig und verträglich bekannt. Weibchen lassen sich zumeist sehr gut miteinander vergesellschaften, während Männchen nie zusammen in einem Terrarium gepflegt werden sollten, da sie sich durch ihr ausgeprägtes Territorialverhalten gegenseitig unter Stress setzen, was auf Dauer zu Gesundheitsschäden führen kann.
- Nachzucht

Die Nachzucht von R. brevicaudatus in Menschenhand ist schon mehrmals und auch über mehrere Generationen hinweg gelungen. Bei richtiger Haltung paaren sich die Tiere bereitwillig und vergraben ihre Gelege im Bodensubstrat.
Die Eier können sowohl im Hälterungsbecken als auch separat bei Zimmertemperatur (22–24 °C) gezeitigt werden. Die etwa 20 mm großen Jungtiere schlüpfen bei diesen Temperaturen nach ungefähr 50–70 Tagen und können bereits kurz nach dem Schlupf mit Drosophila und Mikroheimchen ernährt werden.

## Gefährdung
Über den Bestand der Art ist wegen der versteckten Lebensweise und der nur spärlichen wissenschaftlichen Untersuchungen wenig bekannt. Da die Regenwälder der Uluguru- und Usambara-Region aber bereits zu großen Teilen gerodet wurden und diese Entwicklung auch weiterhin voranschreitet, ist eine Gefährdung nicht auszuschließen. Zusätzlich wird saisonabhängig eine große Anzahl von Exemplaren der Natur entnommen, um den Bedarf von Reptilienhaltern in Europa, Asien und Amerika zu decken. Ein seit 1999 existierendes Projekt der Wildlife-Conservation-Society zum Schutz der verbliebenen Urwälder in den Uluguru-Bergen verfolgt Schutzmaßnahmen für die dort ansässigen Populationen der Art, darüber hinaus werden weitere Maßnahmen zum gezielten Schutz der Gattung diskutiert (Stand Herbst 2005).